# Lauzun (Lot-et-Garonne)
Pour les articles homonymes, voir Lauzun.
Lauzun est une commune du Sud-Ouest de la France, située dans le département de Lot-et-Garonne (région Nouvelle-Aquitaine).
Les habitants s'appellent les Lauzunais et Lauzunaises.

## Géographie

### Localisation
Commune située entre Castillonnès et Miramont-de-Guyenne, c'est une commune limitrophe avec le département de la Dordogne.

### Communes limitrophes
Lauzun est limitrophe de huit autres communes, dont trois dans le département de la Dordogne. À l'ouest, le territoire communal est distant de celui d'Agnac de moins de 30 mètres.
Les communes limitrophes sont  Bourgougnague, Douzains, Eymet, Lalandusse, Saint-Aubin-de-Cadelech, Saint-Colomb-de-Lauzun, Serres-et-Montguyard et Sérignac-Péboudou.
| Serres-et-Montguyard (Dordogne) | Saint-Aubin-de-Cadelech (Dordogne) | Lalandusse        |
| Eymet (Dordogne)                | Lauzun                             | Douzains          |
| Bourgougnague                   | Saint-Colomb-de-Lauzun             | Sérignac-Péboudou |

### Climat
Pour des articles plus généraux, voir Climat de la Nouvelle-Aquitaine et Climat de Lot-et-Garonne.
Historiquement, la commune est exposée à un climat océanique aquitain.  
En 2020, Météo-France publie une typologie des climats de la France métropolitaine dans laquelle la commune est exposée à un climat océanique et est dans la région climatique Aquitaine, Gascogne, caractérisée par une pluviométrie abondante au printemps, modérée en automne, un faible ensoleillement au printemps, un été chaud (19,5 °C), des vents faibles, des brouillards fréquents en automne et en hiver et des orages fréquents en été (15 à 20 jours).
Pour la période 1971-2000, la température annuelle moyenne est de 13 °C, avec une amplitude thermique annuelle de 15,2 °C. Le cumul annuel moyen de précipitations est de 807 mm, avec 11,5 jours de précipitations en janvier et 6,9 jours en juillet. Pour la période 1991-2020, la température moyenne annuelle observée sur la station météorologique la plus proche, située sur la commune de Cancon à 17 km à vol d'oiseau, est de 13,4 °C et le cumul annuel moyen de précipitations est de 852,4 mm,. Pour l'avenir, les paramètres climatiques de la commune estimés pour 2050 selon différents scénarios d'émission de gaz à effet de serre sont consultables sur un site dédié publié par Météo-France en novembre 2022.

## Urbanisme

### Typologie
Au 1er janvier 2024, Lauzun est catégorisée commune rurale à habitat dispersé, selon la nouvelle grille communale de densité à sept niveaux définie par l'Insee en 2022.
Elle est située hors unité urbaine et hors attraction des villes,.

### Occupation des sols

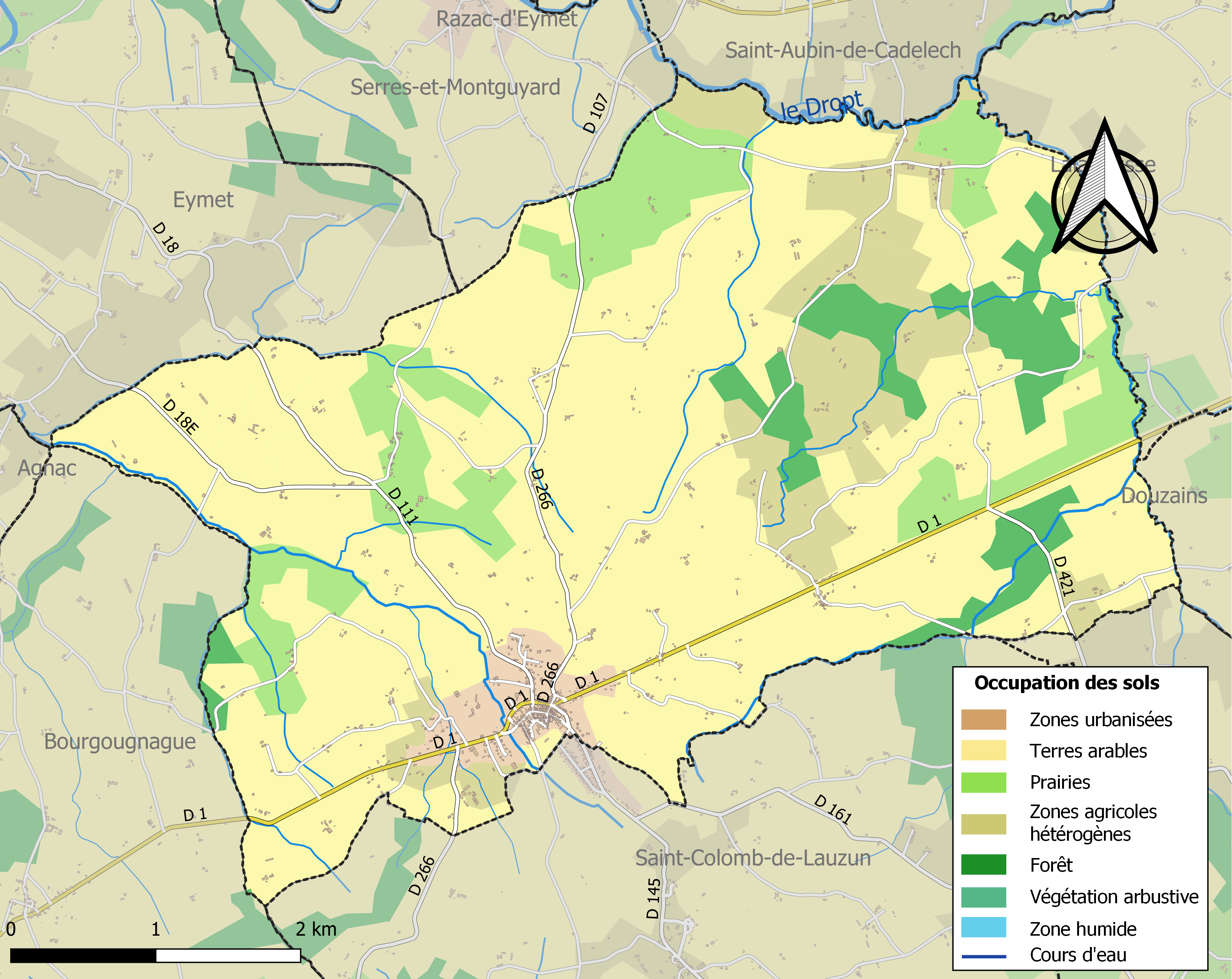
Carte des infrastructures et de l'occupation des sols de la commune en 2018 (CLC).

L'occupation des sols de la commune, telle qu'elle ressort de la base de données européenne d’occupation biophysique des sols Corine Land Cover (CLC), est marquée par l'importance des territoires agricoles (90,2 % en 2018), en diminution par rapport à 1990 (91,9 %). La répartition détaillée en 2018 est la suivante : 
terres arables (65,3 %), prairies (12,2 %), zones agricoles hétérogènes (11,4 %), forêts (6,7 %), zones urbanisées (3,1 %), cultures permanentes (1,3 %).
L'IGN met par ailleurs à disposition un outil en ligne permettant de comparer l’évolution dans le temps de l’occupation des sols de la commune (ou de territoires à des échelles différentes). Plusieurs époques sont accessibles sous forme de cartes ou photos aériennes : la carte de Cassini (XVIIIe siècle), la carte d'état-major (1820-1866) et la période actuelle (1950 à aujourd'hui).

### Risques majeurs
Le territoire de la commune de Lauzun est vulnérable à différents aléas naturels : météorologiques (tempête, orage, neige, grand froid, canicule ou sécheresse), inondations, mouvements de terrains et séisme (sismicité très faible). Un site publié par le BRGM permet d'évaluer simplement et rapidement les risques d'un bien localisé soit par son adresse soit par le numéro de sa parcelle.
Certaines parties du territoire communal sont susceptibles d’être affectées par le risque d’inondation par une crue à  débordement lent de cours d'eau, notamment le Dropt. La commune a été reconnue en état de catastrophe naturelle au titre des dommages causés par les inondations et coulées de boue survenues en 1982, 1983, 1993, 1994, 1999, 2009 et 2021,.
Les mouvements de terrains susceptibles de se produire sur la commune sont des tassements différentiels.

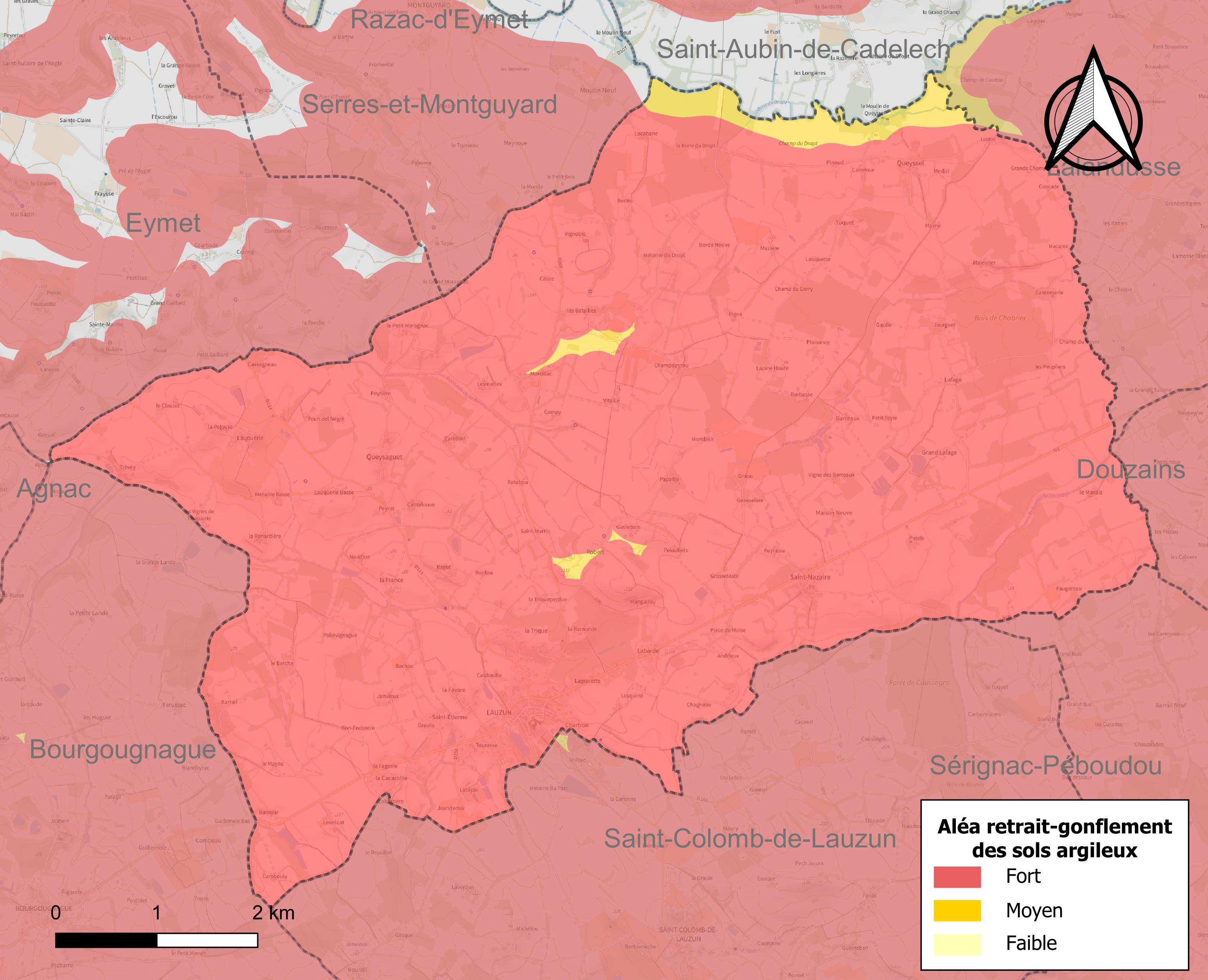
Carte des zones d'aléa retrait-gonflement des sols argileux de Lauzun.

Le retrait-gonflement des sols argileux est susceptible d'engendrer des dommages importants aux bâtiments en cas d’alternance de périodes de sécheresse et de pluie. La totalité de la commune est en aléa moyen ou fort (91,8 % au niveau départemental et 48,5 % au niveau national). Depuis le 1er octobre 2020, en application de la loi ELAN, différentes contraintes s'imposent aux vendeurs, maîtres d'ouvrages ou constructeurs de biens situés dans une zone classée en aléa moyen ou fort,.
Concernant les mouvements de terrains, la commune a été reconnue en état de catastrophe naturelle au titre des dommages causés par la sécheresse en 1991, 2005, 2011 et 2017 et par des mouvements de terrain en 1999.

## Toponymie
Le bourg, perché à l'extrémité d'un éperon, est transcrit de Lauzuno au XIIIe siècle. Cette mention dérive soit de Lugdunum : "la forteresse du dieu Lug", soit de Laucidunum, "Laucos" étant un nom de personne gaulois[réf. nécessaire].

## Histoire
Lauzun fut le lieu d'implantation d'un oppidum dès l'époque gallo-romaine. Un château fort est attesté dès le VIe siècle. Les Gontaut sont attestés comme seigneurs de Lauzun dès le XIIe siècle. Les Caumont de La Force sont seigneurs de Lauzun à la fin du Moyen Âge[réf. nécessaire].
Charles IX et Catherine de Médicis sont reçus au château en 1565. En 1570, la seigneurie de Lauzun devient un comté au profit de François de Caumont. Henri de Navarre est à Lauzun en 1576. Le comté de Lauzun est érigé en duché en 1692 pour Antonin Nompar de Caumont, puis à nouveau en 1766 pour Armand Louis de Gontaut-Biron (1747-1793).
À l'entrée du village en venant d'Eymet, sur la droite à l'intérieur d'un virage, il est possible d'observer au milieu des arbres un monticule de terre arrondi d'une dizaine de mètres de haut. Longtemps, les gens du cru ont pensé qu'il s'agissait d'un tumulus, amas de terre en forme de cône que nos ancêtres élevaient au-dessus des sépultures. En fait, il semblerait que cette butte soit beaucoup plus récente et date du Moyen Âge. Il s'agirait en fait d'une motte féodale  sur laquelle s'élevaient des fortifications en bois, l'ancêtre des châteaux forts féodaux. Vu l'emplacement de cette motte, il s'agissait peut-être d'un poste avancé de fortifications afin de prévenir toute infiltration hostile en provenance de la vallée du Dropt[réf. nécessaire].
Elle fut chef-lieu de district de 1790 à 1795.

### Héraldique
| Blason de Lauzun | Blason  | Tiercé en bande d’or, de gueules et d’azur.      |
| Blason de Lauzun | Détails | Le statut officiel du blason reste à déterminer. |

## Politique et administration

### Liste des maires

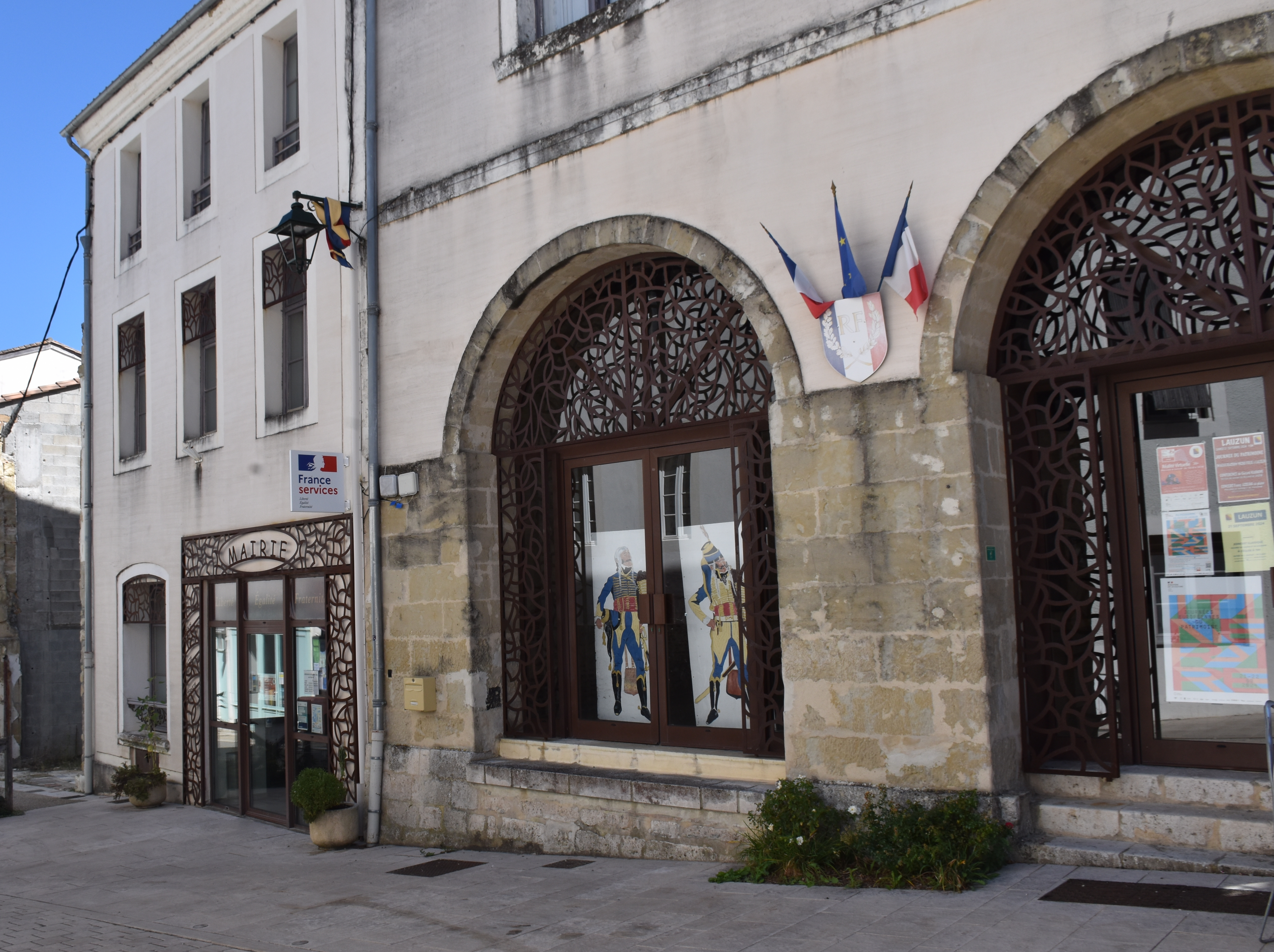
La mairie en 2024.

| Période                                  | Période      | Identité           | Étiquette | Qualité |
| ---------------------------------------- | ------------ | ------------------ | --------- | ------- |
| Les données manquantes sont à compléter. |              |                    |           |         |
|                                          |              |                    |           |         |
| juin 1995                                | mars 2008    | Michel Marsalet    | PCF       |         |
| mars 2008                                | juillet 2020 | Fabrice Esposito   | DVG       |         |
| juillet 2020                             | En cours     | Jean-Pierre Barjou |           |         |

### Politique environnementale
Dans son palmarès 2024, le Conseil national de villes et villages fleuris de France a attribué une fleur à la commune.

### Jumelages
En mai 2024, la commune québécoise de Trois-Pistoles se jumelle avec l'association « Rive du Dropt » qui regroupe sept communes françaises de la Dordogne et de Lot-et-Garonne, dont Lauzun.

## Démographie
L'évolution du nombre d'habitants est connue à travers les recensements de la population effectués dans la commune depuis 1793. Pour les communes de moins de 10 000 habitants, une enquête de recensement portant sur toute la population est réalisée tous les cinq ans, les populations de référence des années intermédiaires étant quant à elles estimées par interpolation ou extrapolation. Pour la commune, le premier recensement exhaustif entrant dans le cadre du nouveau dispositif a été réalisé en 2006.

En 2022, la commune comptait 731 habitants, en évolution de −1,62 % par rapport à 2016 (Lot-et-Garonne : −0,18 %, France hors Mayotte : +2,11 %).
| 1793  | 1800  | 1806  | 1821  | 1831  | 1836  | 1841  | 1846  | 1851  |
| ----- | ----- | ----- | ----- | ----- | ----- | ----- | ----- | ----- |
| 1 708 | 1 080 | 1 183 | 1 232 | 1 390 | 1 391 | 1 349 | 1 323 | 1 315 |

| 1856  | 1861  | 1866  | 1872  | 1876  | 1881  | 1886  | 1891  | 1896  |
| ----- | ----- | ----- | ----- | ----- | ----- | ----- | ----- | ----- |
| 1 307 | 1 237 | 1 259 | 1 318 | 1 324 | 1 315 | 1 289 | 1 213 | 1 116 |

| 1901  | 1906  | 1911 | 1921 | 1926 | 1931 | 1936 | 1946 | 1954 |
| ----- | ----- | ---- | ---- | ---- | ---- | ---- | ---- | ---- |
| 1 062 | 1 031 | 941  | 856  | 884  | 870  | 883  | 888  | 900  |

| 1962 | 1968  | 1975 | 1982 | 1990 | 1999 | 2006 | 2011 | 2016 |
| ---- | ----- | ---- | ---- | ---- | ---- | ---- | ---- | ---- |
| 904  | 1 043 | 942  | 776  | 766  | 778  | 751  | 707  | 743  |

| 2021 | 2022 | - | - | - | - | - | - | - |
| ---- | ---- | - | - | - | - | - | - | - |
| 735  | 731  | - | - | - | - | - | - | - |

## Lieux et monuments

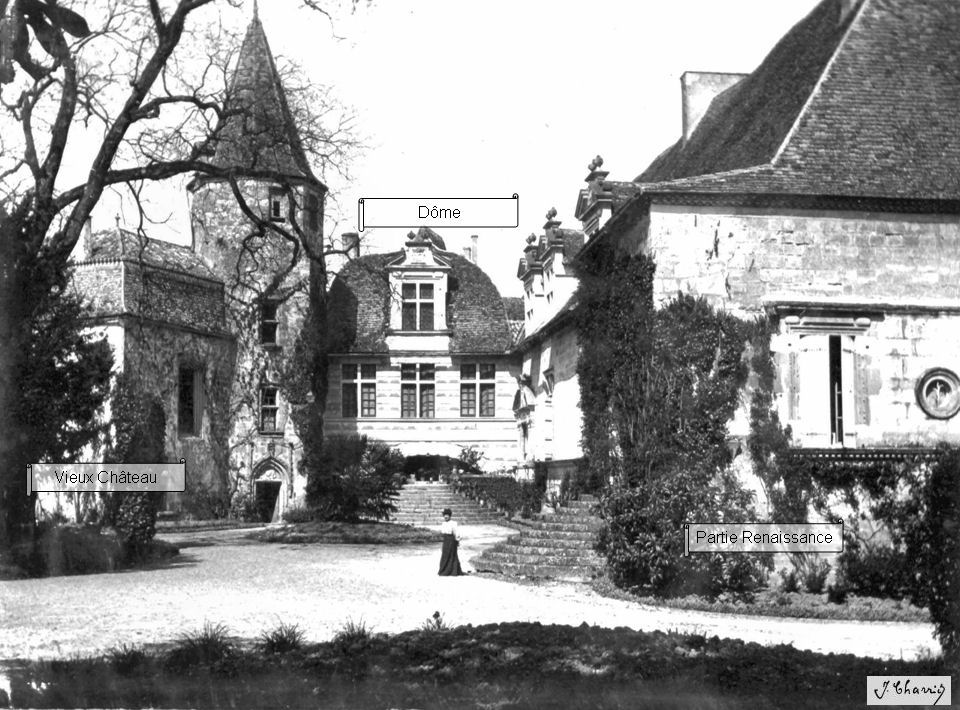
Le château de Lauzun vers 1900.

- Château de Lauzun, construit du XIIIe au XVIIIe siècle[29],[30],[31],[32].
Au XIIIe siècle il y avait un donjon et un bâtiment de 20x10 m qui correspondait peut être à l’ancienne chapelle. Le château est cité une première fois en 1259. Le roi d'Angleterre Édouard Ier autorise en 1305 Pierre Ier de Gontaut à surélever et renforcer sa maison à Lauzun. On ne sait pas quels étaient ses titres sur la seigneurie et le château de Lauzun. À la fin du Moyen Âge, la seigneurie appartient aux Caumont. Au XIVe siècle de nouveaux bâtiments voient le jour. Ils comportaient trois travées dont ne subsiste que la partie la plus proche du donjon. L’espace vide entre cette travée et le donjon est comblé par une extension du XVe siècle, laquelle s’adosse sur la façade nord du donjon. Cette extension comportait une tourelle qui a été conservée et que l'on peut voir aujourd’hui.
Gabriel-Nompar de Caumont, comte de Lauzun, vicomte de Montbahus, baron de Puyguilhem, fils de François de Caumont et marié à Charlotte, fille de Louis d'Estillac, fait commencer les travaux de l’aile Renaissance en 1576. Ce nouveau bâtiment de 60 m de long se développe au nord du donjon et de la première extension. Il comprend à son extrémité orientale une petite chapelle. Toutefois, c’est l’entrée monumentale et la vaste salle des Gardes qui symbolisent le mieux l’importance de ce patrimoine. De la fin du XVIIe à la fin du XVIIIe siècle, les travaux visent à aérer les anciens bâtiments, à les rendre plus agréables. C’est ainsi que le donjon est ouvert sur le logis gothique et qu’un vaste rez-de-chaussée voûté porte une terrasse ouverte sur le sud. Ces travaux sont l’œuvre de  Gabriel de Caumont et sont datés de 1623. Enfin, c’est à l’époque du duc de Lauzun que débute, en 1685, la construction du Dôme, qui assure la liaison entre la partie ancienne du château et l’aile Renaissance. En raison de cette fonction, ce nouveau bâtiment est aussi appelé « le Pont ».
Le château de Lauzun a terriblement souffert pendant la période révolutionnaire. Le château est acheté par Joseph Nicolas Becquey-Beaupré en août 1811. Il continua l’œuvre de destruction entreprise par le dernier duc et pendant la Révolution. Les pierres étaient vendues et servaient à construire d’autres bâtiments. C’est M. Becquey-Beaupré en effet qui fit démolir tous les éléments à caractère défensif : donjon du XIIIe siècle, terrasses, remparts au midi et à l’est.
À la mort de M. Becquey-Beaupré, sa veuve et les trois enfants continuèrent de s’occuper de ce château pendant quelques années. C’est elle qui le vend à Augustin Charrié, longtemps maire de Lauzun et conseiller général, le 23 octobre 1837. Étienne Charrié le frère d’Augustin, était l’ami des Becquey-Beaupré au barreau de Bordeaux.
Le château est resté dans la famille Charrié entre 1837 et 1921. Henri, fils d’Augustin, puis Martial son fils, gérèrent le domaine qui comprenaient plusieurs métairies. On doit à la famille Charrié, consciente de la valeur patrimoniale de ce château, la restauration de ce qui pouvait l’être. Ainsi, la partie restante du XVe a été relevée dans le style de l’époque : croisées à meneaux, corniches et leurs fines et délicates moulures prismatiques. Le Dôme reliant les deux corps de logis a été restauré par Augustin Charrié, le rendant habitable. Enfin, l’aile Renaissance miraculeusement préservée, avec sa porte et ses deux cheminées, a été régulièrement constamment entretenue.
À la mort de Martial leur père, le château et les propriétés reviennent à ses deux enfants, Henriette et à Jean Charrié. Il s’avère que les propriétés ne permettent pas d’entretenir le château et de le maintenir en état. Aussi, Henriette et Jean Charrié décident de vendre la propriété en 1920. À cette date, outre le château et son parc, la propriété comptait cinq métairies d’environ 30 ha chacune. La production était à dominante céréalière ; s’y ajoutaient quelques hectares de vigne et des pruniers. La première vente a été annulée, l’acheteur se révélant désargenté. Une seconde vente a eu lieu en septembre 1921.
En février 1920, Jean Charrié décidait de réaliser une campagne photographique de l’ensemble de la propriété. Il a utilisé un Vérascope. La plupart de ces photos peuvent être consultées en ligne.

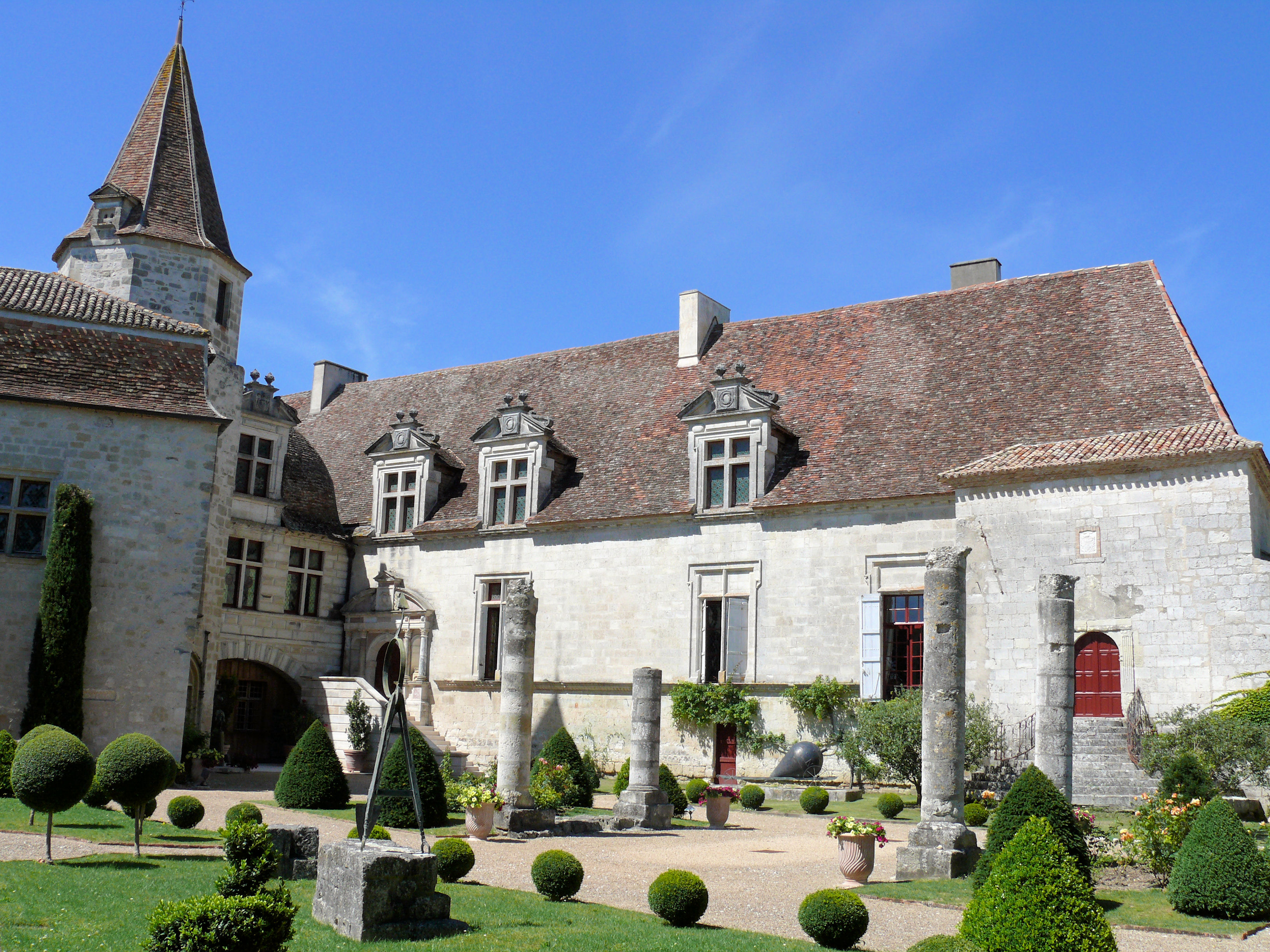
L'aile du château construite à partir de 1576.
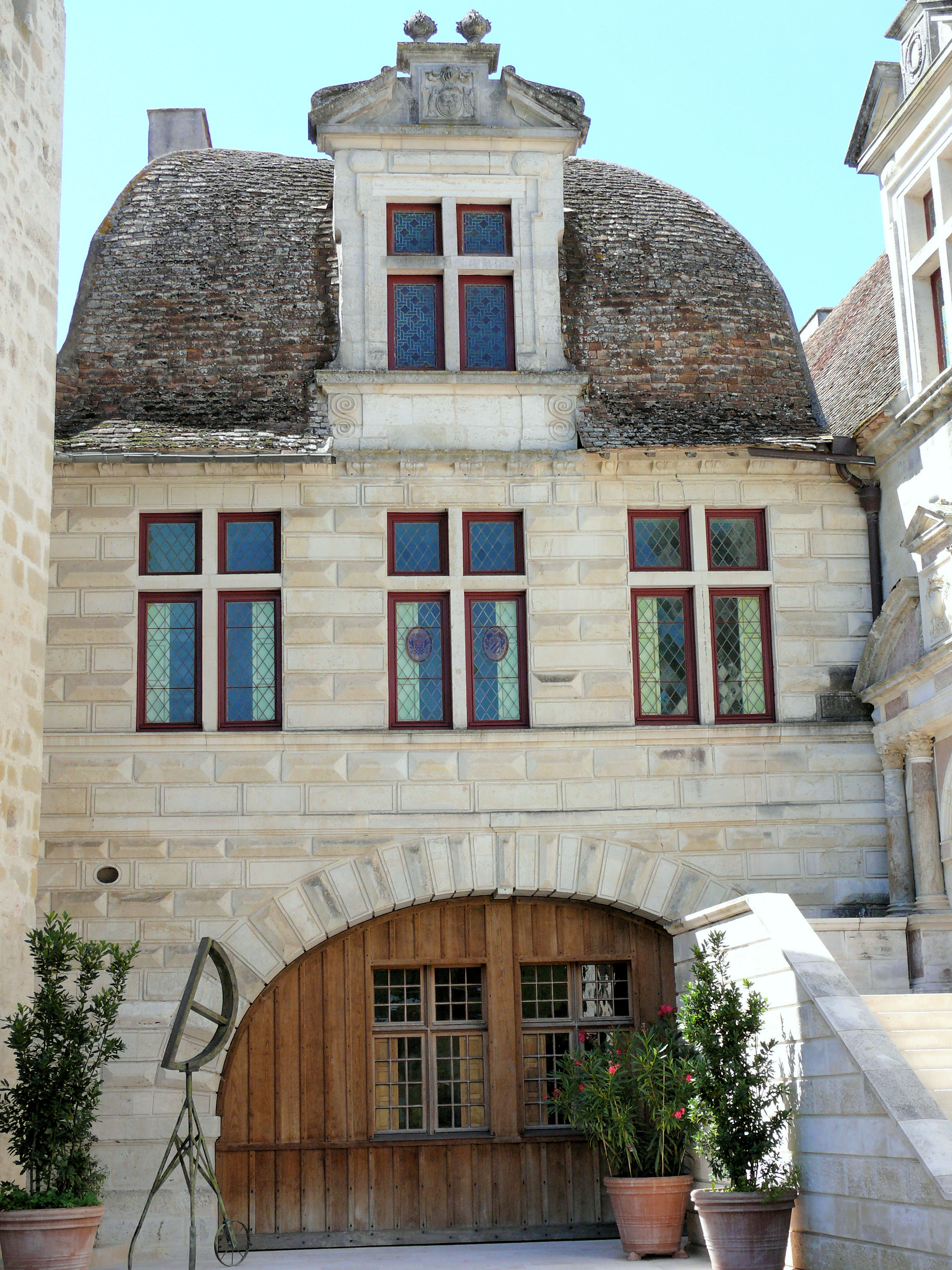
Le bâtiment construit en 1685 avec le dôme.
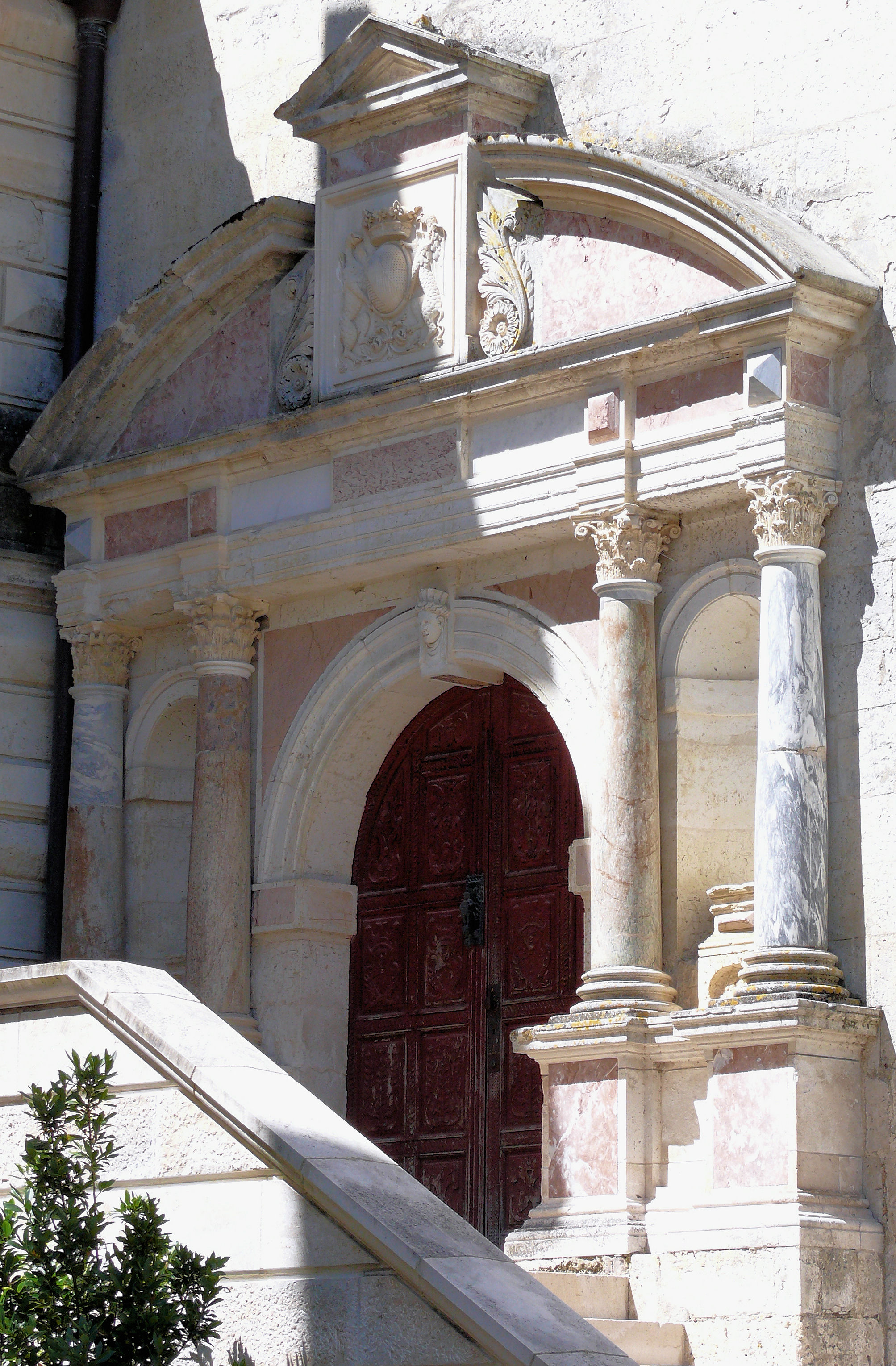
Le portail de l'aile Renaissance.

- Église Saint-Étienne[33]. L'église a d'abord été dédiée à Notre-Dame-de-l'Assomption. Il ne reste de l'église romane que le portail roman tardif avec sept voussures en arc brisé de la fin du XIIIe siècle et deux colonnes avec des chapiteaux placées sous la tribune. Le portail a été modifié au XVIe siècle orné d'une statue de la Vierge couronnée.
L'église a été remaniée sous le Second empire, entre 1866 et 1871, avec surélévation de la voûte.
Le maître-autel et le retable proviennent de l'ancienne chapelle du couvent des Recollets fondé en 1623 par Gabriel-Nombar de Caumont et supprimé à la Révolution. Le devant d'autel représenta l'adoration des mages. À côté des colonnes torses de chaque côté on voit l'ange Gabriel qui salue la Vierge[34].
Les panneaux de la chaire est aussi de 1623. Les panneaux de l'escalier de la chaire sont plus récents.
Sur l'autel de la Vierge on peut voir une Vierge noire datant du XIIIe siècle "Nostro Damo de la Molo" (Notre-Dame de la Meule) qu'un seigneur de Lauzun aurait trouvé dans une meule de foin et qui fut l'objet de pèlerinages sur la route de Compostelle. À gauche de l'autel, une Vierge à l'Enfant datant du XIIIe siècle et qui ornait le portail de l'église. Reliquaire de vraie Croix, en cristal et argent, du XVIIe siècle, aux armes de Caumont. L'édifice a été inscrit au titre des monuments historiques en 2012[35].

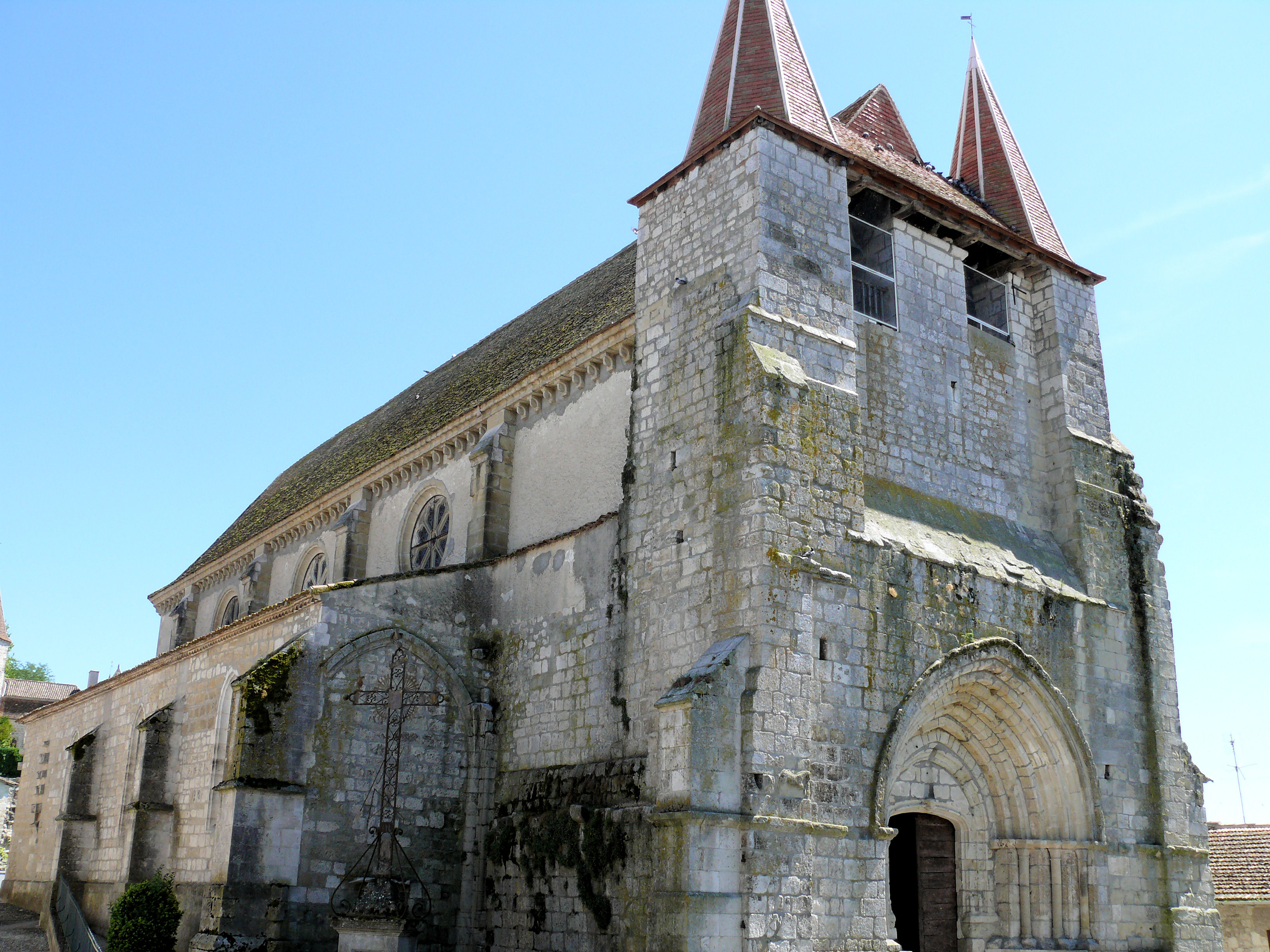
Extérieur de l'église.
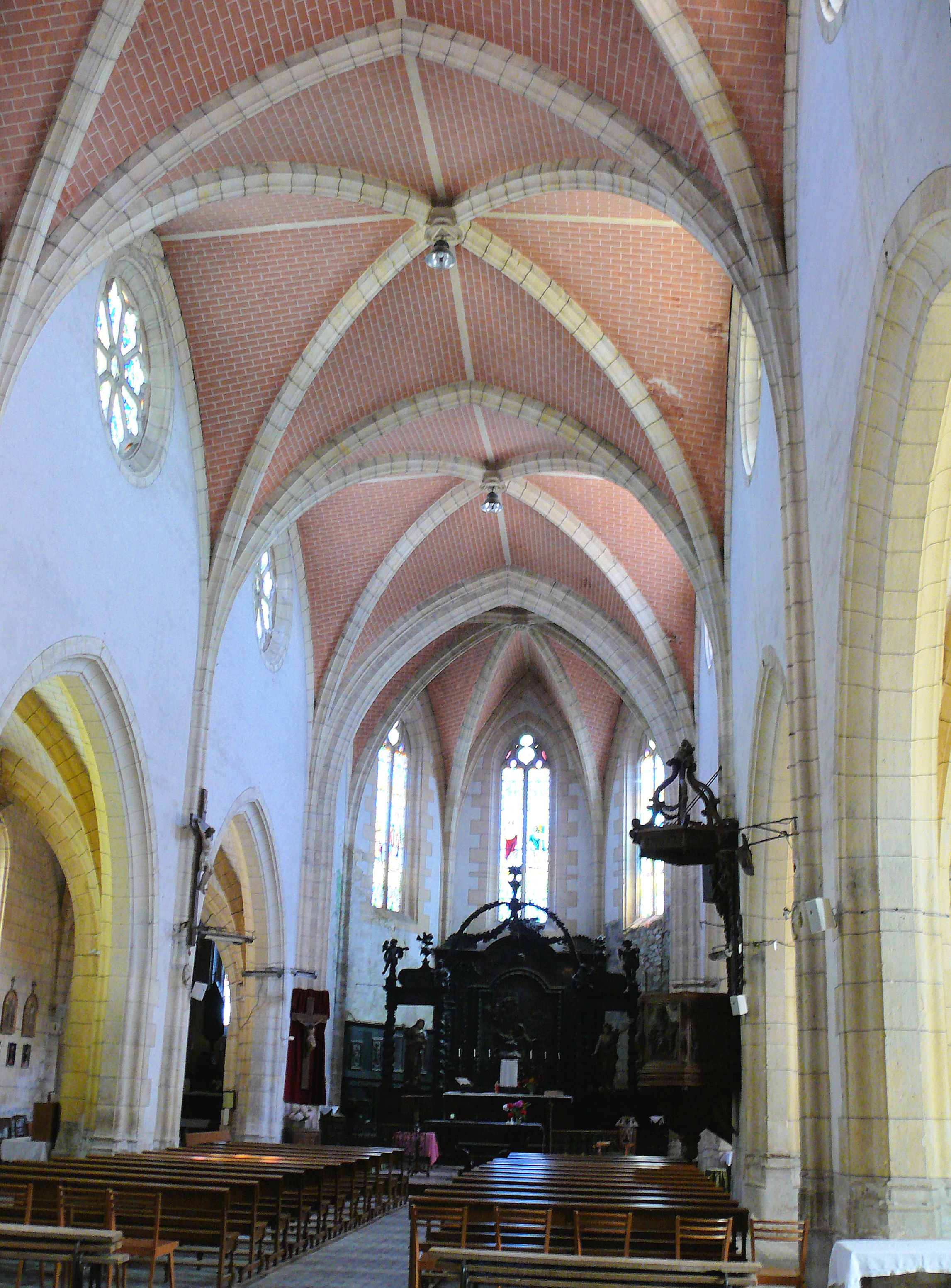
Vaisseau central.
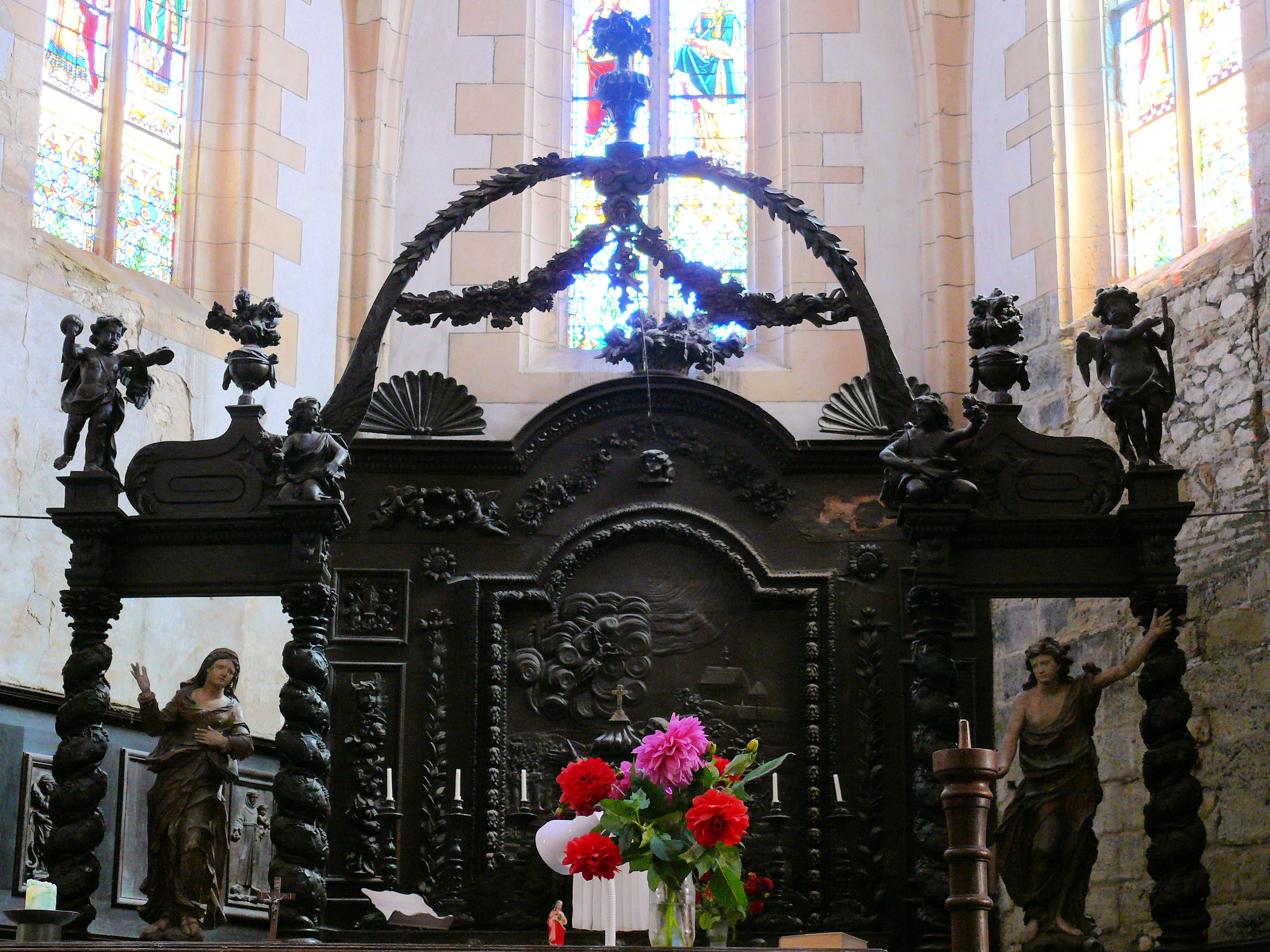
Maître-autel du XVIIe siècle.

- Églises rurales :
  - Église Saint-Nazaire,
  - Église Saint-Macaire,
  - Église Saint-Pastour de Queyssel. L'édifice a été inscrit au titre des monuments historiques en 2012[36].

- Maison à cariatides[37]

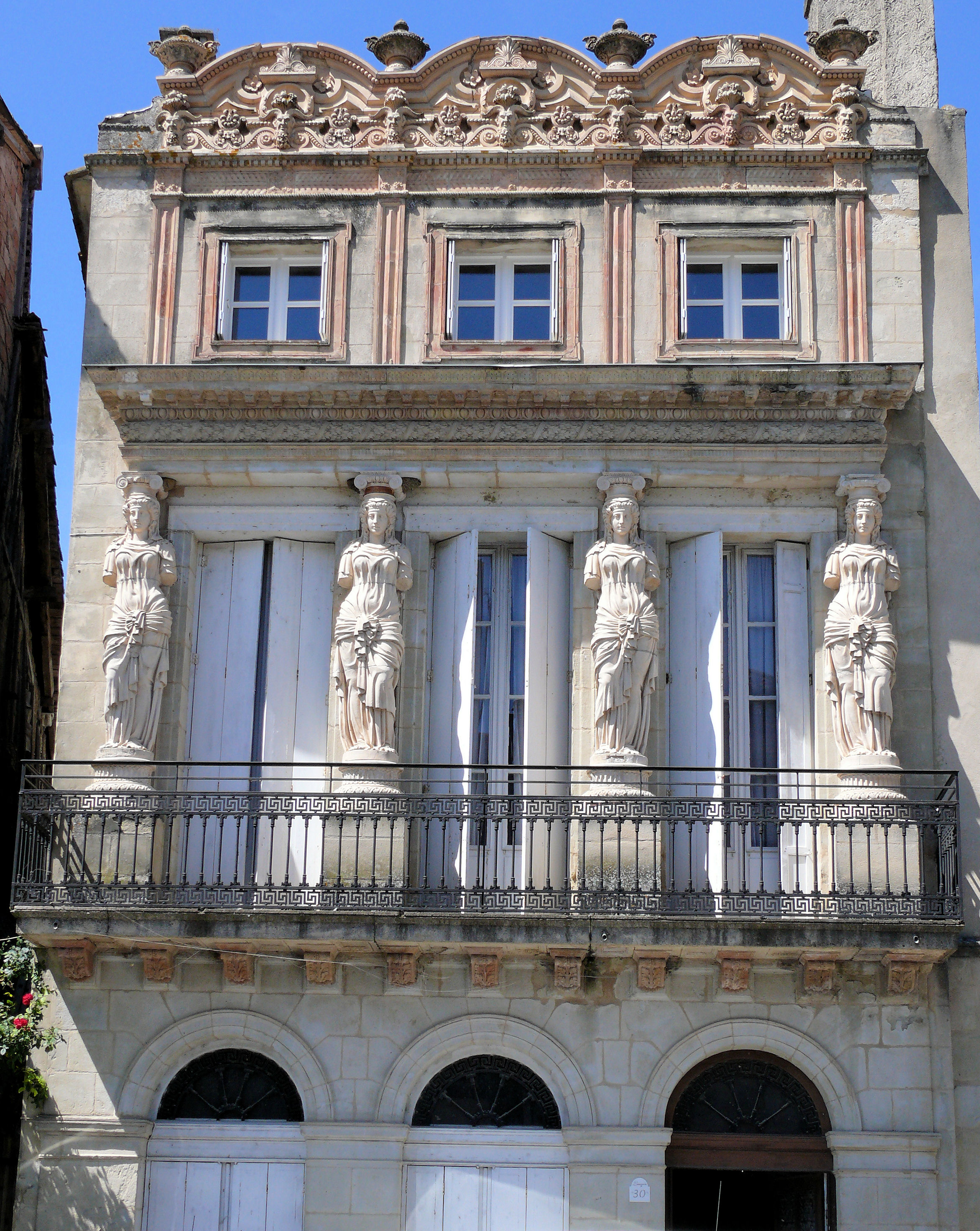
Maison à cariatides.

- À voir également, la venelle de Pompéï et le Carrérou, petit passage couvert donnant dans la rue principale Eugène-Mazelié et remontant vers le haut du village et les tours du XIIIe siècle du château.

## Personnalités liées à la commune
- Antonin Nompar de Caumont la Force (1633-1723), 1er duc de Lauzun.
- Armand Louis de Gontaut-Biron (1747-1793), 2e duc de Lauzun.
- Pierre Boussion (1753-1828), député de la Convention.
- Jean-Pierre Bodis (1942-2011), auteur et historien né dans la commune.